# Mbocayaty del Guairá
Mbocayaty del Guairá é uma cidade do Paraguai, Departamento Guairá. Possui 8.595 habitantes.

## Transporte
O município de Mbocayaty del Guairá é servido pelas seguintes rodovias:
- Caminho de pavimento ligando a cidade ao município de Coronel Oviedo (Departamento de Caaguazú).
- Caminho em pavimento ligando a cidade ao município de Paso Yobai
- Ruta 08, que liga a cidade de San Estanislao ((Departamento de San Pedro) ao município de Coronel Bogado (Departamento de Itapúa).[1][2][3]